# 那須辰造
那須 辰造（なす たつぞう、1904年7月30日 - 1975年4月5日）は、日本の小説家・児童文学者。

## 略歴
和歌山県西牟婁郡田辺町（現田辺市）生まれ。東京帝国大学仏文科卒業。第10次『新思潮』同人で、福士幸次郎に師事し、小説、翻訳を発表した。戦後は児童文学者となった。子供向けに外国文学の再話を多く行い、『ぞうさんババール』シリーズなどフランスの児童文学を訳した。1956年に『緑の十字架』で第3回サンケイ児童出版文化賞受賞。
福島正実、茂市久美子は弟子。SF作家・翻訳家の野田昌宏によると、福島が早川書房に入社したのは、那須の紹介によるという。
1960年代、鳥越信の再話・抄訳批判に、福島とともに反論した。俳人でもあった。
兄の野田健三郎は九州大学教授、電気工学研究者、上述の野田昌宏は健三郎の息子である。

## 著書
- 『釦つけする家』（小説集）（金星堂） 1933年
- 『天窓』（句集）（風流陣発行所、風流陣俳句文学叢書） 1939年
- 『松尾芭蕉 伝統と悲劇』（道統社） 1942年
- 『鯛舟』（報国社） 1942年
- 『国しぬび』（国民社） 1944年
- 『北畠親房』（三省堂） 1944年
- 『李花哀傷』（鎌倉書房） 1946年
- 『チビ象坊ヤ』（宮島書店） 1947年
- 『哀傷日記 南海のほとり』 （梧桐書院） 1948年
- 『難破船の少年 漂流冒険小説』（講談社） 1948年
- 『ケンタッキー探検 ダニエル・ブーン物語』（小峰書店） 1951年
- 『アムンゼン』（あかね書房、小学生伝記文庫） 1952年
- 『芭蕉物語』（改訂版）（同和春秋社、日本名作物語） 1953年
- 『コロンブス 』（講談社） 1953年
- 『外国文学の読み方』（同和春秋社、中学生の文学教室） 1954年
- 『万次郎漂流記』（講談社） 1954年
- 『ぺすたろっち』（講談社、講談社の二年生文庫） 1954年
- 『葛飾北斎』（金子書房、少年少女新伝記文庫） 1955年
- 『緑の十字架』（同和春秋社） 1955年：産経児童出版文化賞受賞
- 『マルコ・ポーロ』（講談社） 1955年
- 『近世俳人物語』（福村書店） 1956年
- 『世界探検物語』（講談社） 1956年
- 『白い大陸 南極へ』（講談社、少年少女世界科学冒険全集） 1956年
- 『南極の探検』（宝文館、少年少女世界探検開発文庫） 1957年
- 『偉人の話』（講談社）　1957年
- 『フランクリン』（偕成社、児童伝記全集） 1958年
- 『ナポレオン』（講談社） 1958年
のち火の鳥伝記文庫
- 『まぼろしのオランダ船』（講談社、少年少女日本歴史小説全集） 1959年
- 『少年少女世界伝記全集（北欧編）ナンセン』（講談社） 1961年
- 『少年少女世界伝記全集（東洋編） ジンギスカン』 （講談社） 1961年
- 『文化の偉人 芸術につくした人びと』（あかね書房、小学生偉人全集） 1962年
- 『リンカーン 自由の父・愛の人』（偕成社、世界偉人伝全集） 1962年
- 『バード少将』（講談社、幼年世界伝記全集） 1965年
- 『歌仙三吟「四季」四篇』（笹沢美明、藤島昌平共著、青芝俳句会） 1968年
- 『キャプテンクック（集英社、母と子の世界の伝記） 1973年
- 『茄弓堂一夜句集』（青芝俳句会） 1976年
- 『地球は美しいです』（講談社、児童文学創作シリーズ） 1976年
- 『那須辰造著作集』全3巻 （講談社） 1980年
- 『インキびん - 少年少女のために 那須辰造訳詩集』（那須喜代）　1982年

## 翻訳
- 『小説論 列冊新文学研究 評論部 第3編』（アンリイ・マッシス、金星堂） 1932年
- 『小鳥のよるひる』（ジヤック・ドラマン(Jacques Delamain)、東京出版） 1946年
- 『悲恋 ドミニツク』（フロマンタン、白鳳書院） 1949年
- 『ジャングルの少年』（キップリング、小峰書店、小学生文庫） 1951年
- 『ガリバー旅行記』（スウィフト、講談社、世界名作全集） 1951年
- 『リビングストン アフリカ探検』（大日本雄弁会講談社） 1951年
- 『ドン・キホーテ』（セルバンテス、講談社、世界名作全集） 1952年
- 『子じか物語』（ローリングス、講談社、世界名作全集） 1953年
- 『モーヌの大将』（Le Grand Meaulnes、アラン・フルニエ、早川書房、ウェルテル文庫） 1953年
- 『ソロモン王の宝窟』（King Solomon's Mines、H・R・ハガード、日本出版協同） 1953年
- 『判事への手紙 シメノン選集 第3』（Lettre a mon juge、早川書房） 1955年
- 『ジャン・クリストフ』（ロマン・ローラン、講談社、世界名作全集） 1956年
- 『十五少年漂流記』（ヴェルヌ、講談社） 1956年
のち青い鳥文庫
- 『ジップジップと空とぶ円ばん』（Zip-Zip and His Flying Saucer、スチーラー(John M.Schealer)、講談社、現代児童名作全集） 1957年
- 『海底二万マイル』（ベルヌ、偕成社） 1957年
- 『かもめ隊の少女』（トゥードゥーズ(Georges Toudouze)、講談社、世界少女小説全集） 1957年
- 『名馬風の王』（King of The Wind、マーゲライト・ヘンリー(Marguerite Henry)、講談社） 1957年
のち青い鳥文庫
- 『中央アジア探検記』（ヘデン、講談社） 1958年
- 『美しいローレット』（ディエレット(Dielette)、講談社、世界少女小説全集） 1958年
- 『フランダースの犬』（ウィーダ、小学館、小学館の幼年文庫） 1958年
- 『ああ無情』（ヴィクトル・ユーゴー、講談社、少年少女世界文学全集） 1958年
- 『愛馬フリッカ』（メリー・オハラ(Mary O'Hara) 、講談社、少年少女世界動物冒険全集） 1958年
- 『謡曲・狂言物語』（世阿弥他、講談社、少年少女日本名作物語全集） 1959年
- 『無人島の三少年』（The Coral Island、バレンタイン(R.M.Ballantyne)、偕成社、名作冒険全集） 1959年
- 『家なき子』（エクトル・マロー、講談社、少年少女世界名作全集） 1960年
- 『三銃士』（アレクサンドル・デューマ、偕成社、児童世界文学全集） 1960年
- 『かもめ岩の冒険』（ジュール・サンドー(Jules Sandeau)、講談社、世界名作全集） 1961年
- 『宇宙への門』（Le continent du ciel、ベルナ、講談社、少年少女世界科学名作全集） 1962年
- 『南極でただひとり』（バード、講談社、世界ジュニアノンフィクション全集） 1962年
- 『黄金の都をもとめて』（パーク、講談社、世界ジュニアノンフィクション全集（探検編）） 1962年
- 『王子とこじき』（マーク・トウェーン、講談社） 1962年
- 『オクスフォード世界の民話と伝説（フランス編）』（バーバラ・ピカード、講談社） 1964年
- 『カラハリさばくのライオン / 野鳥記』（アンドレ・ドメゾン / ジャック・ドラマン、あかね書房、少年少女世界動物文学全集） 1964年
- 『難破船』（L'Épave du Cynthia、ベルヌ、学習研究社、少年少女ベルヌ科学名作全集） 1964年
- 『水と原始林のあいだで・わたしの幼年時代』（アルベルト・シュヴァイツァー、偕成社） 1964年
- 『アルセーヌ・ルパンの冒険 / 奇巌城 / 水晶のせんの秘密』（ルブラン、あかね書房） 1964年
- 『荒野の二少年 / なだれ / 南の島の冒険』（モワット、講談社、少年少女新世界文学全集（諸国編）） 1964年
「なだれ」はルーフ・バーセナウ作、朝倉純孝・朝倉澄共訳、「南の島の冒険」はチョンシー作、白木茂訳
- 『すてきな子犬ジンジャー』（エステス(Eleanor Estes)、講談社、世界少女名作全集） 1964年
- 『シミトラの孤児』（ボンゾン(Paul-Jacques Bonzon)、講談社、少年少女新世界文学全集（フランス現代編）） 1964年
- 『首なしうま』（Le cheval sans tête、ポール・ベルナ、講談社） 1965年
- 『ぞうさんババール』（ジャン・ド・ブリューノフ、ローラン・ド・ブリューノフ、講談社、フランス生まれのババール絵本 1） 1965年
- 『397ばんめの白いぞう』（The 397th White Elephant、ルネ・ギヨ(René Guillot)、偕成社） 1965年
- 『ピーターうさぎ』（ビアトリクス・ポッター、講談社） 1965年
- 『王さまババール』（ブリューノフ、講談社） 1965年
- 『ババールの旅行』（ブリューノフ、講談社） 1965年
- 『ババールとサンタクロース』（ブリューノフ、講談社） 1965年
- 『デブの国・ノッポの国』（モーロワ、偕成社） 1965年[3]
- 『シュリーマン』（小峰書店、世界偉人自伝全集） 1966年
- 『星からきた人フュティノ』（パトリス・ギロワ、偕成社） 1966年
- 『信長記』（ポプラ社、古典文学全集） 1966年
- 『ババールと子どもたち』（ブリューノフ、講談社） 1966年
- 『ババールのピクニック』（ブリューノフ、講談社） 1966年
- 『青い鳥』（メーテルリンク、講談社、世界の名作図書館） 1966年
- 『セギュール夫人童話集 ソフィーのいたずら』（岩崎書店） 1966年
- 『大おとことおもちゃやさん』（ジェームズ・サーバー、偕成社） 1967年
- 『月世界旅行』（ベルヌ、偕成社、ベルヌ名作全集） 1968年
- 『せまき門』（アンドレ・ジイド、岩崎書店、ジュニア版世界の文学） 1968年
- 『ゴッホ』（小峰書店、世界偉人自伝全集） 1968年
- 『ぞうのプーパ』（ドメゾーン(Andre Demaison)、集英社） 1969年
- 『機関士白ねずみくん物語』（カッタン、講談社、世界の名作図書館） 1969年
- 『ダニーとなかよしのきょうりゅう』（ルイス・スロボトキン(Louis Slobodkin)、偕成社） 1969年
- 『まいごのこいぬパンタローニ』（ベッティーナ、偕成社） 1969年
- 『シンデレラひめ』（ペロー、偕成社） 1969年
- 『ゆめってとてもふしぎだね』（ウィリアム・ジェイ・スミス、偕成社、どうわ絵本） 1969年
- 『チンパンジーのウオロ』（ルネ・ギョ(René Guillot)、講談社、国際アンデルセン大賞名作全集） 1969年
- 『およげなかったペンギン』（アンソニー・エイブラハムズ、偕成社、世界のカラーどうわ） 1970年
- 『魔女のひつぎ』（ゴーゴリー他、講談社、世界の怪談3） 1970年
のち青い鳥文庫
- 『三びきのちびっこライオン』（ポール・ブクジル(Paul Buxil)、講談社、講談社の翻訳絵本シリーズ） 1971年
- 『ファンファンとこうのとり』（ピエール・プロブスト(Pierre Probst)、講談社） 1971年
- 『ファンファンとふね』（ピエール・プロブスト、講談社） 1971年
- 『ファンファンとやぎ』（ピエール・プロブスト、講談社） 1971年
- 『ファンファンとやまかじ』（ピエール・プロブスト、講談社） 1971年
- 『二年生のアラビアンナイト』（集英社） 1972年
- 『ジャングルのサーカス』（ドニーズ・トレズ(Denise Trez)、講談社） 1972年